# Pořežín
Vesnice Pořežín (německy Pesendorf) se nachází na Českomoravské vrchovině v okrese Žďár nad Sázavou v Kraji Vysočina. Osada je místní částí Velké Losenice. Jihovýchodním okrajem Pořežína protéká Losenický potok, který je pravostranným přítokem řeky Sázavy.

## Historie
První písemná zmínka o obci pochází z roku 1502.

## Pamětihodnosti
- Zvonička
- Tvrz (býv. hamr) s mlýnem
- Venkovský dům čp. 11

## Další fotografie

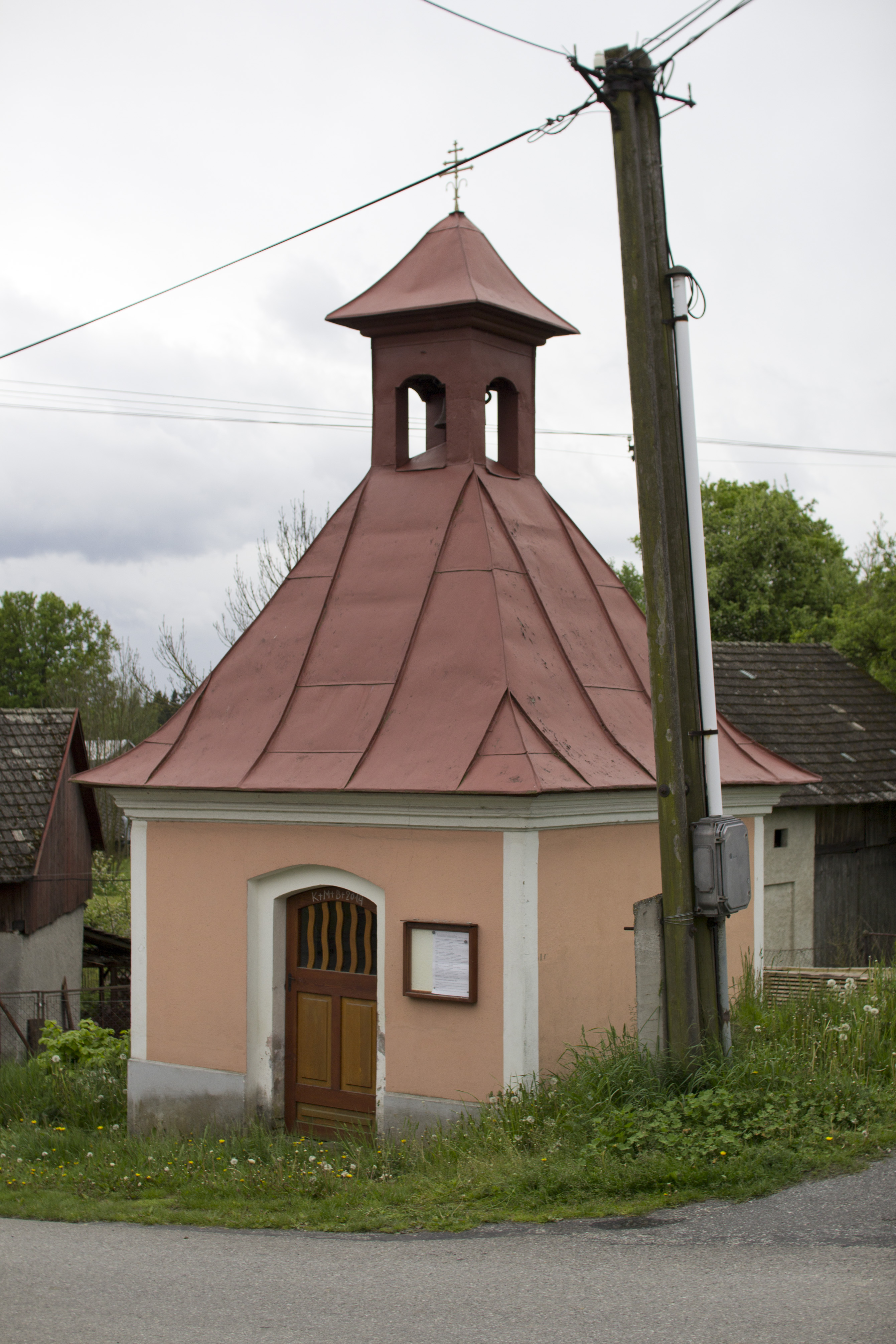
Kaplička na návsi
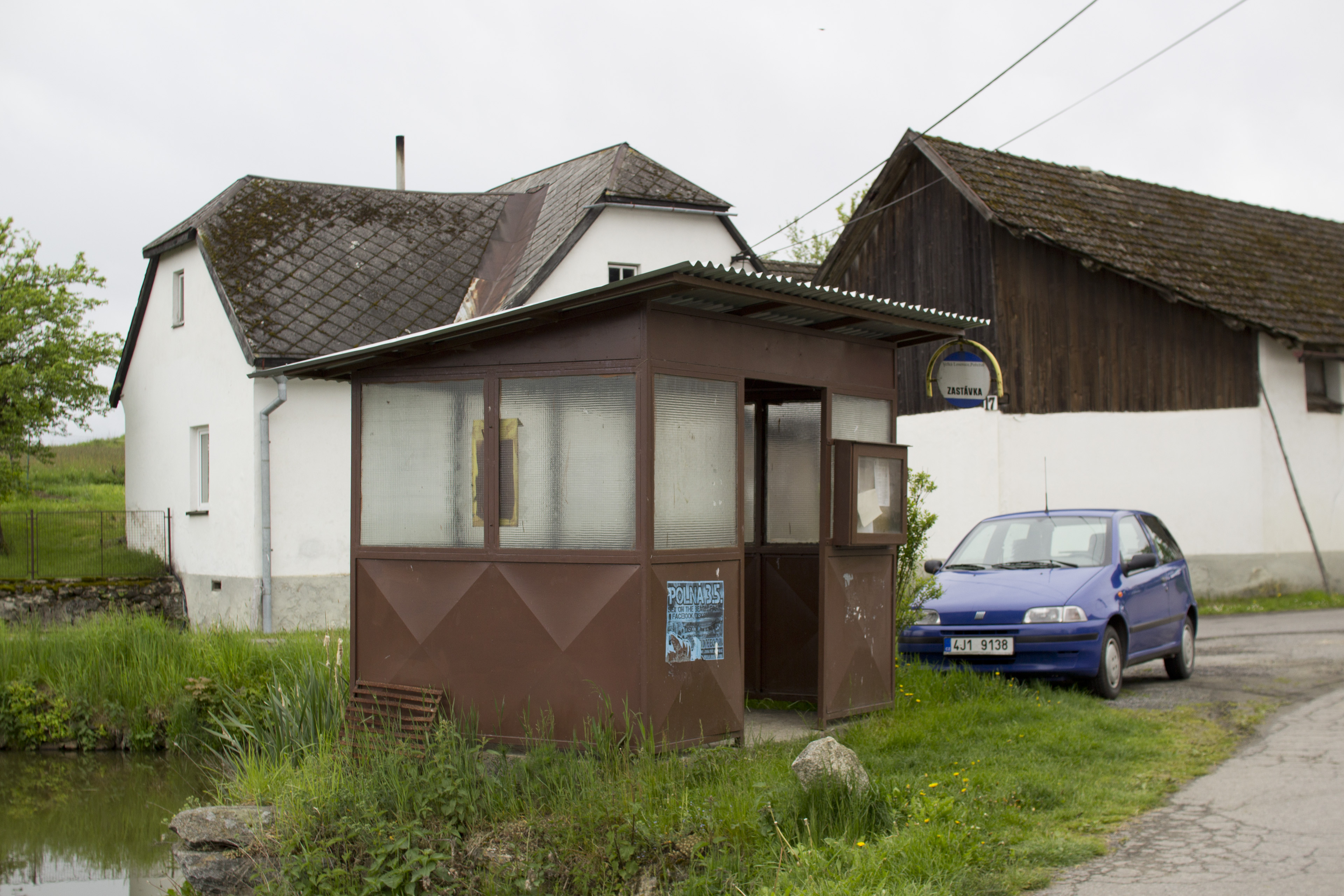
Zastávka
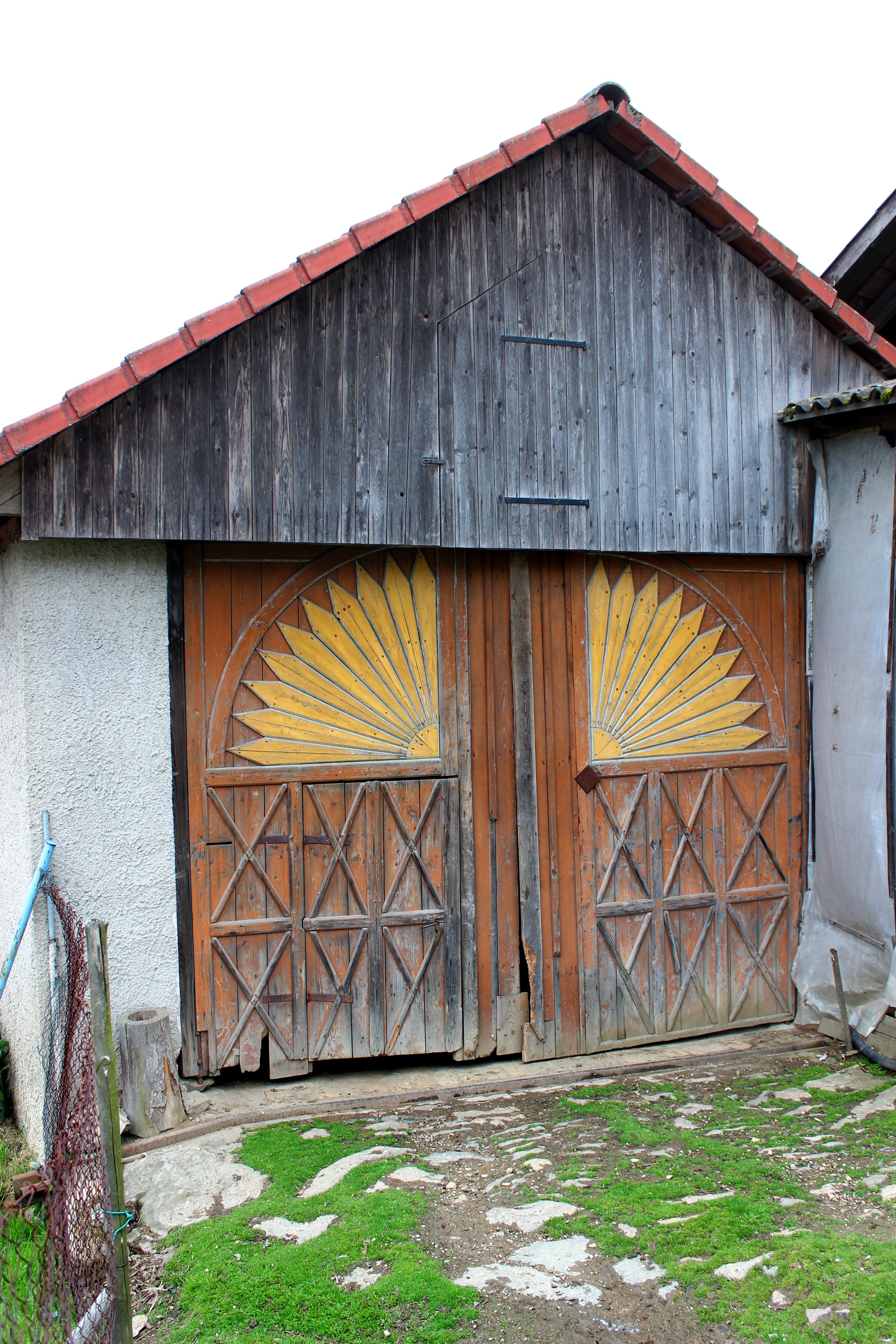
Barevná vrata u stodoly